# さんこう
さんこうは、日興産業が保有する起重機船。

## 概要
海軍省発注の300トン起重機船公称3324号であるとされる。
船体は黒色の長方形の平底である台船の上に、灰色のトラス構造の塔型旋回部が船首よりに据え付けられ、更にその上に紅白色に塗られた鳥の嘴のようなトラス構造のジブが聳えている。これは造船所において、大型船が進水後に港の中で行う艤装工事の際に横付けして、はしけが運んできた原動機や艦砲等の兵装を取り付けるのに適した構造となっている。
1922年（大正11年）5月30日に三菱重工業神戸造船所で起工、同年12月6日に進水、1923年（大正12年）7月10日に竣工した。
起重機部分は、1921年（大正10年）ごろにイギリスのコーワンズ・シャルドン社（現:クラーク･チャップマン）で製作されたものを輸入したものである。建造にあたって台船部を先に建造して進水させた後に、輸入された起重機部分を同所の60トン吊り起重機船（こちらもコーワンズ・シャルドン社製）が吊り上げして組み上げられた。
建造当時は世界最大の起重機船だった。
建造時の吊り上げ能力は最大350トンまで可能だったが、新聞等では区切りの良い数字の「300トングレーン」又は「300トン海上起重機」等とする呼び方をされる事が多かった。
主に呉海軍工廠で使用された。大和の建造の際は、ウインチの増設、ジブの延長などの改造を受け、主機や装甲板の据え付けを行った。
敗戦後は広島県を中心に戦没した艦船のサルベージや解体作業に関わった後、1952年（昭和27年）からは三菱重工業広島製作所（当時は広島造船所）で使用された。
三菱へ来てから、蒸気機関から内燃機関への換装、自力航行能力の撤去、ジブの再延長、船員居住区の設置及び操縦室の移設、空中障害標識による紅白塗装化等の大幅な改装が行われている。
2020年現在の時点で、広島港を中心とする瀬戸内海において造船･海洋土木･港湾機械の解体等の様々な荷役や懸架作業に使用されている。
現役で稼働する作業船としては、日本では福岡県大牟田市三池港で活躍する蒸気式起重機船「大金剛丸」（1905年以前に製造）に次ぐ古さと思われ、長い稼働期間は世界的にもあまり類をみない。

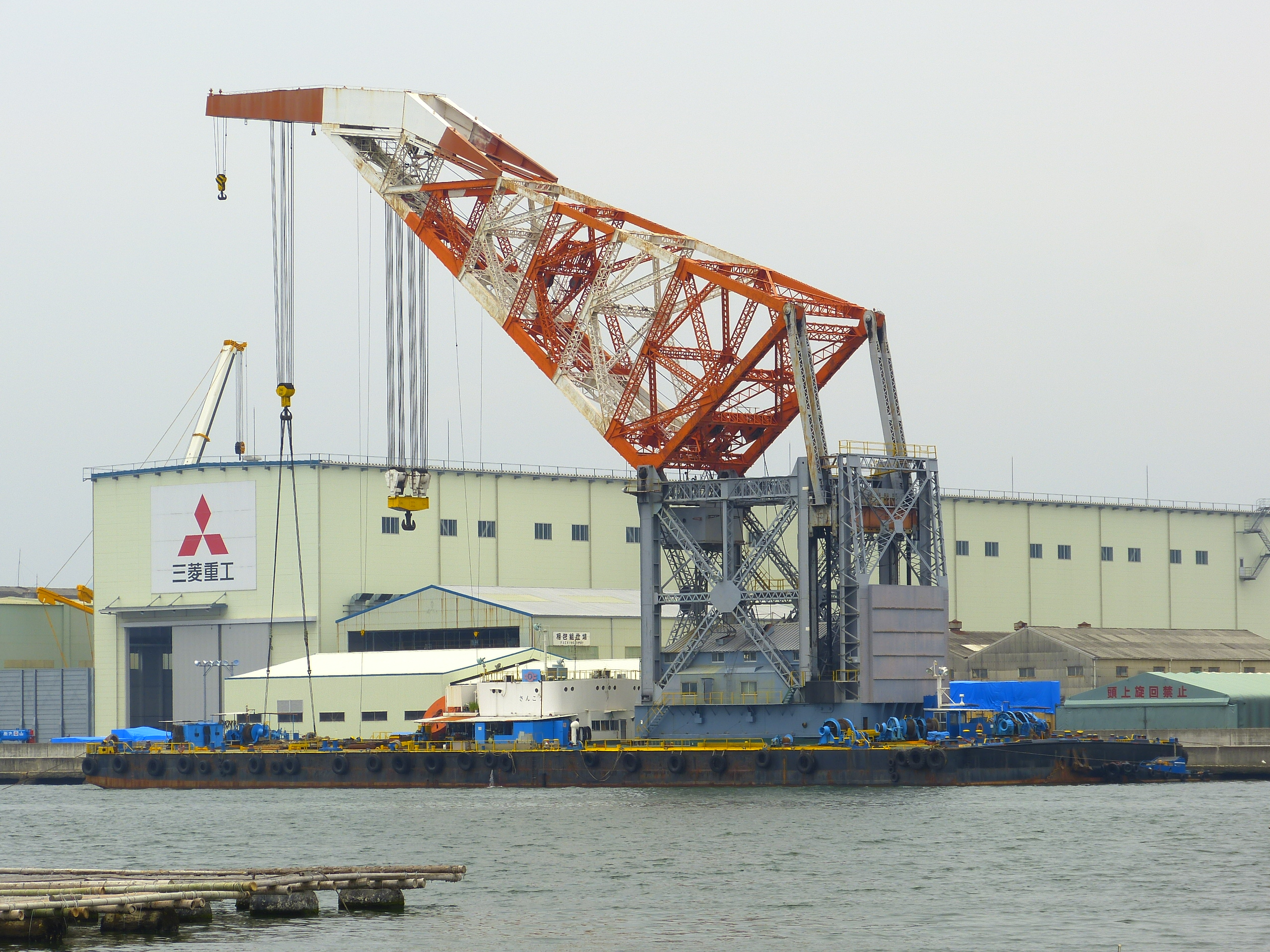
船首側
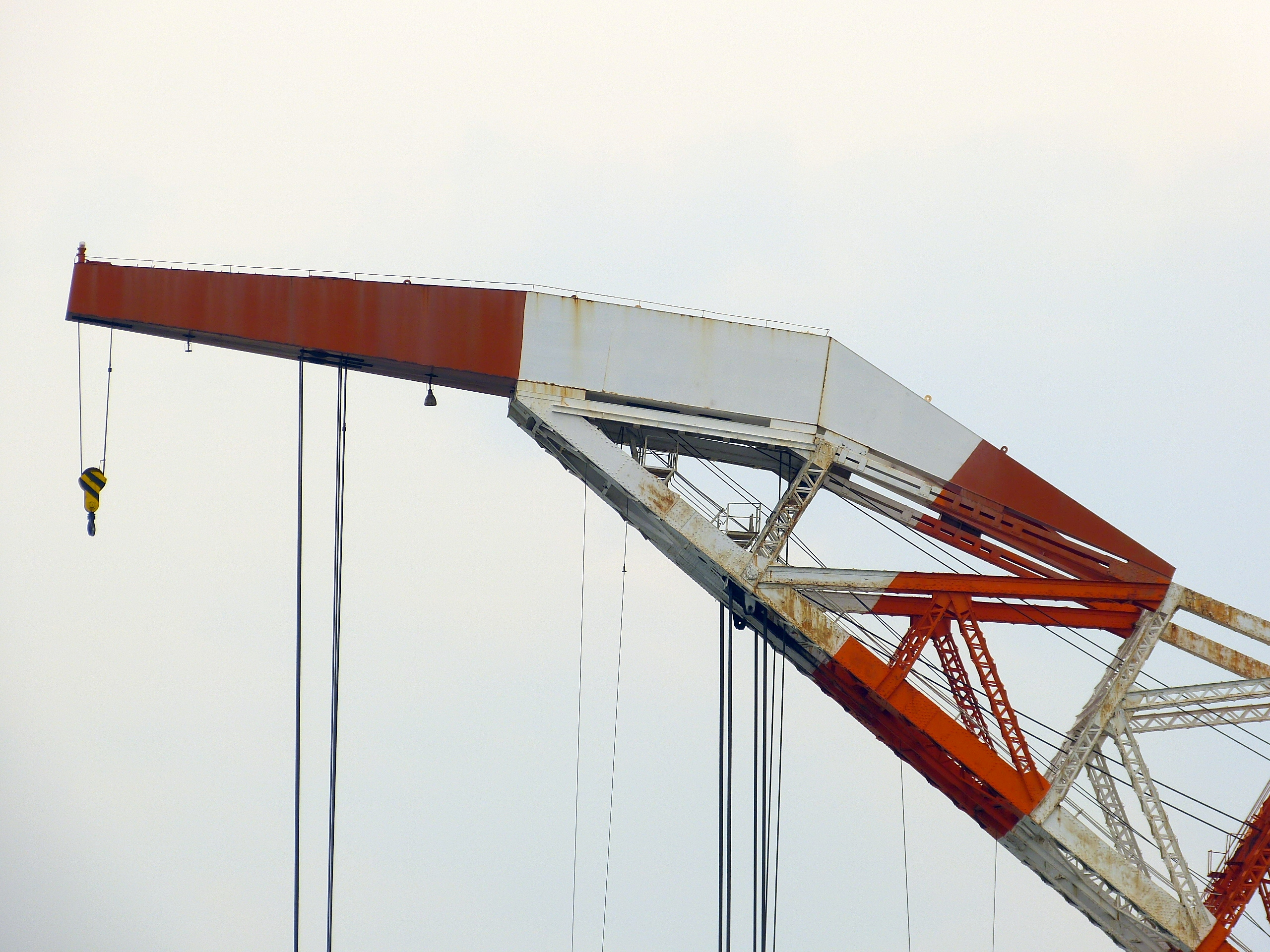
戦後に延長されたジブ延伸部
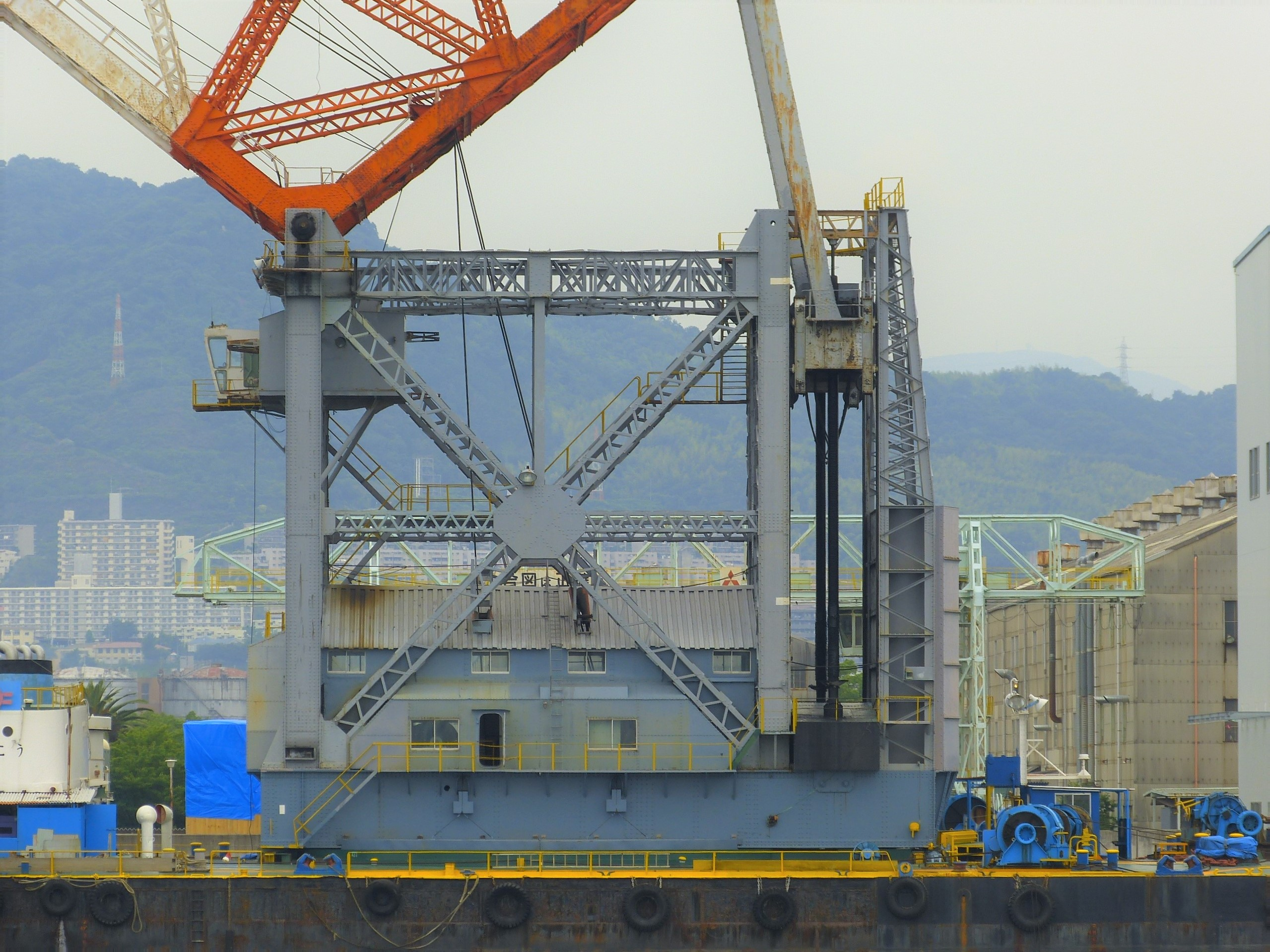
旋回部側面
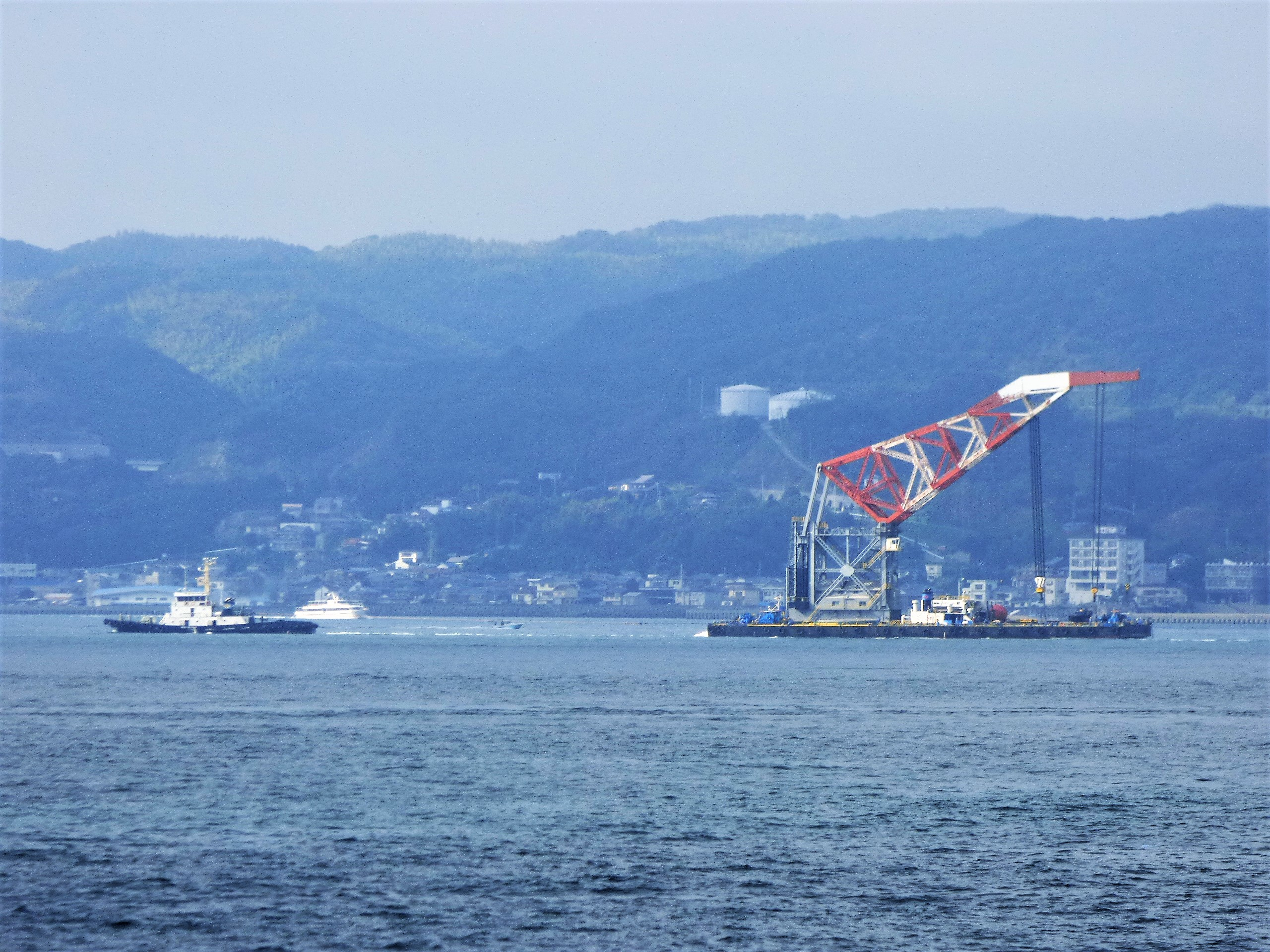
明石海峡でタグボートに曳航される

## 主な作業実績
- 1926年（昭和2年） - 呉式2号1型カタパルトを甲板に搭載、一五式水上偵察機の射出実験に成功[7]
- 1938年（昭和13年） - 第七十一号艦（水中高速実験潜水艦）の進水作業
- 1942年（昭和17年） - 日向が爆発事故を起こした第5砲塔の撤去
- 1943年（昭和18年） - 伊勢の航空戦艦化改装
- 1946年（昭和21年） - 伊勢、日向、榛名などの解体作業
- 1956年（昭和31年） - 九州電力苅田発電所むけの、米国から輸入されたコンバッション・エンジニアリング社製ボイラーの荷役作業[8]
- 1974年（昭和49年） - アクアポリス建造[9]
- 1984年（昭和59年） - 海上自衛隊呉基地Fバース桟橋工事[10]
- 2010年（平成22年） - 岩国飛行場滑走路の沖合移設工事
- 2015年（平成27年） - 新笠岡港での大型変圧器揚陸
- 2022年（令和4年） - 大和ミュージアムむけの、戦艦大和の主砲を制作した巨大旋盤の移設作業時に呉港にて荷役作業[11]

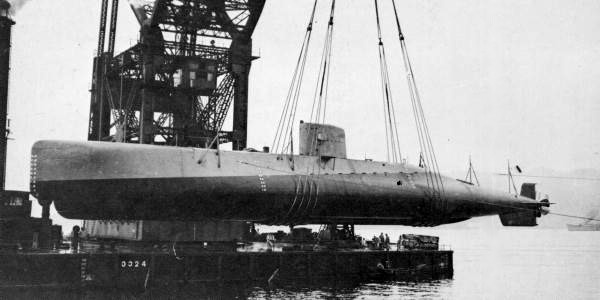
第七十一号艦の進水作業
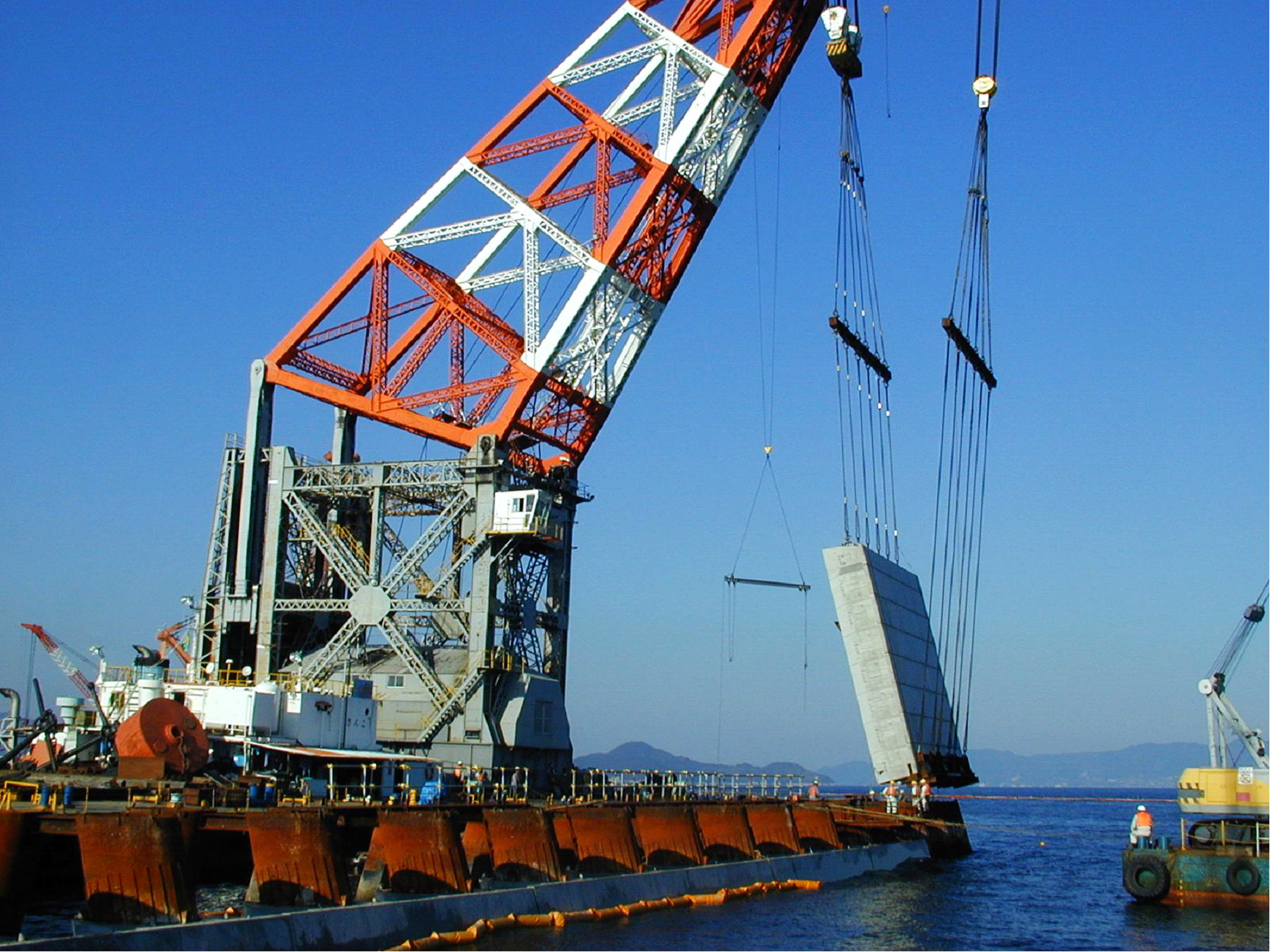
岩国飛行場新滑走路の建設中に、コンクリートブロックを護岸に設置する作業
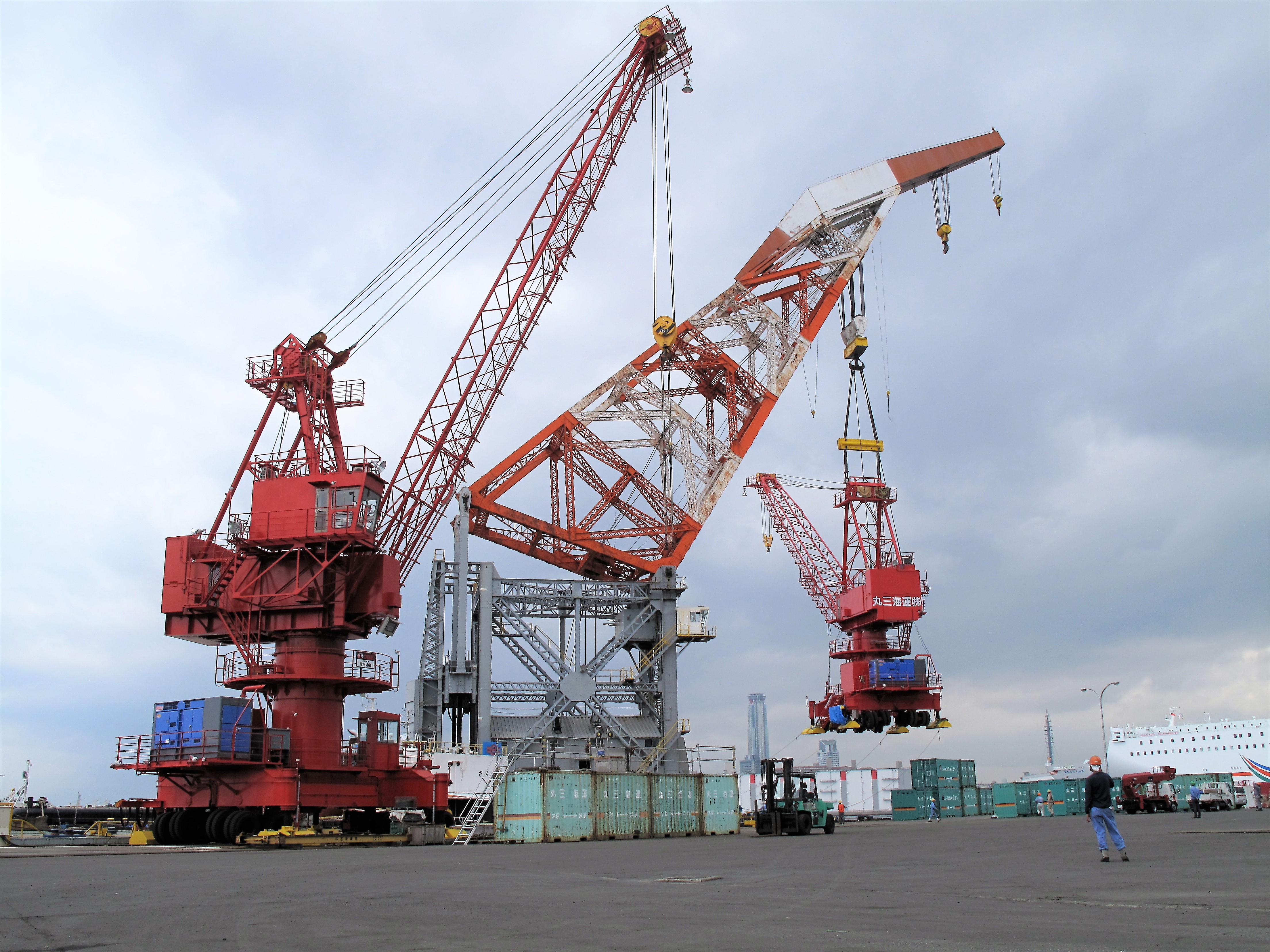
大阪港での荷役光景